# Лебедьков, Александр Алексеевич
Александр Алексеевич Лебедьков — советский металлург, лауреат Сталинской премии.

## Биография
Работал на московском металлургическом заводе «Серп и молот».
В 1938 г. упоминается как инженер мартеновского цеха, начиная с 1941 г. — как начальник мартеновского цеха № 1.
Сталинская премия 1949 года (в составе коллектива) — за разработку технологии и внедрение в металлургическую промышленность применения кислорода для интенсификации мартеновского процесса.
Автор (соавтор) статей рационализаторской тематики:
- Лебедьков, А. А. Применение деревянных рамок при разливке стали. Сталь, 1950, № 12, с. 1093-95
- Лебедьков, А. А. и Яцунская, О. И. Применение при сифонной разливке изложниц с фасками. Сталь, 1955, No 6, с. 520—522
- Некоторые пути повышения стойкости мартеновских печей и улучшения их использования. — Авт: П. II. Будников, Д. П. Богацкий, А. А. Лебедьков и Я- Л. Розенблит. Известия Акад. наук СССР, Отд-ние техн. наук, 1950, No 6, с. 901-13.